# Estadio Heliodoro Rodríguez López
Az Estadio Heiliodoro Rodríguez López A CD Tenerife nevű spanyol labdarúgó-klub stadionja. A stadion a spanyolországi Kanári-szigetek egyikén, Tenerifén, Santa Cruz városában van. A lelátókon összesen 22 000 néző foglalhat helyet. Világítás van. A pálya mérete 107 x 70 méter, így ez a stadion a legnagyobb a Kanári-szigeteken (a játékfelület szempontjából).

## Fordítás
Ez a szócikk részben vagy egészben  az   Estadio Heliodoro Rodríguez López című angol Wikipédia-szócikk fordításán alapul.  Az eredeti cikk szerkesztőit annak laptörténete sorolja fel. Ez a jelzés csupán a megfogalmazás eredetét és a szerzői jogokat jelzi, nem szolgál a cikkben szereplő információk forrásmegjelöléseként.